# François Clerc
François Clerc [fransoa klerk] (* 18. dubna 1983, Thonon-les-Bains, Francie) je francouzský fotbalový obránce a reprezentant, od roku 2012 hráč klubu AS Saint-Étienne.

## Klubová kariéra
- Football Bourg-en-Bresse Péronnas 01 (mládež)
- Olympique Lyon (mládež)
- Olympique Lyon 2001–2010
- →  Toulouse FC (hostování) 2004–2005
- OGC Nice 2010–2012
- AS Saint-Étienne 2012–

## Reprezentační kariéra
Clerc byl členem francouzské reprezentace U21.
V A-mužstvu Francie debutoval 11. 10. 2006 v kvalifikačním utkání v Montbéliardu proti reprezentaci Faerských ostrovů (výhra 5:0). Celkem odehrál v letech 2006–2008 za francouzský národní tým 13 zápasů, gól nevstřelil. Zúčastnil se ME 2008 v Rakousku a Švýcarsku.